# Grand Prix automobile de Paris
Le Grand Prix automobile de Paris ou Coupe de Paris est une épreuve de course automobile qui a lieu pour la première fois en 1939 puis chaque année de 1945 à 1952 sur l'autodrome de Linas-Montlhéry ou au bois de Boulogne à proximité de Paris.

## Histoire

Tracé du circuit à travers le bois de Boulogne en 1945.

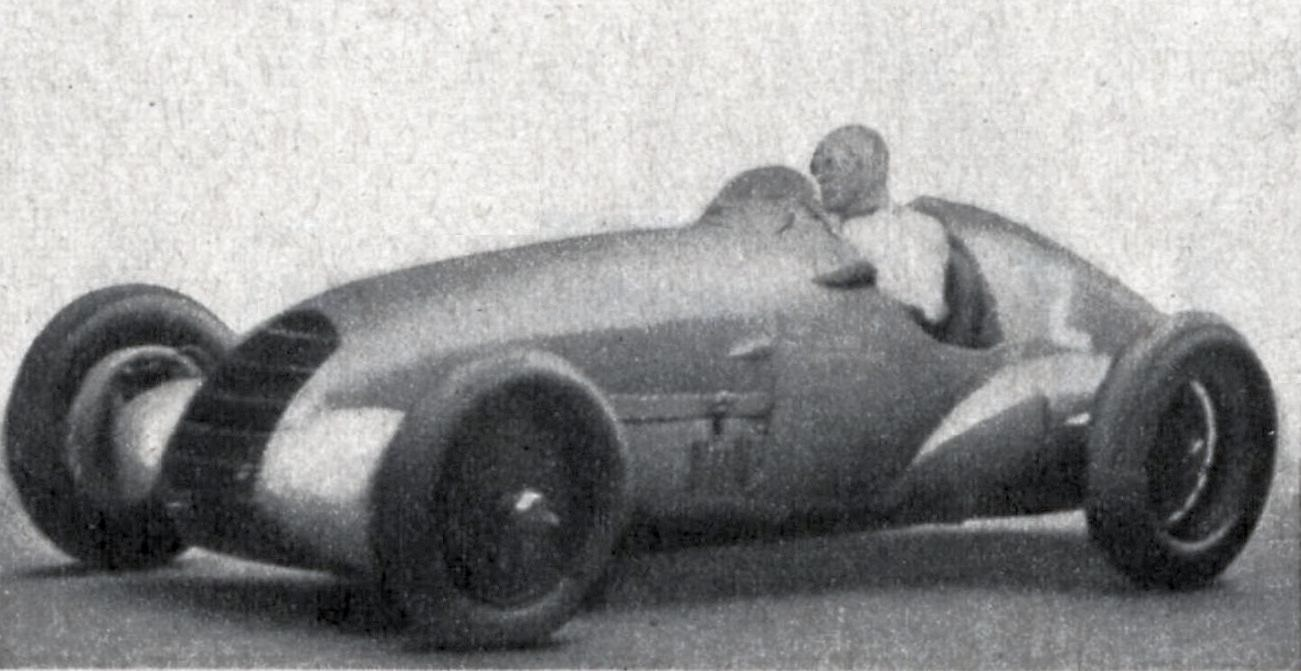
Jean-Pierre Wimille vainqueur de la Coupe de la Résistance, au bois de Boulogne en 1946 sur Alfa Romeo Tipo 308.

Le 9 septembre 1945, quelques mois après la Libération se tient cette épreuve qui est la première en Europe depuis 1939. Jean-Pierre Wimille remporte cette course, alors appelée « Coupe des Prisonniers ». Il s'agit de l'antépénultième victoire — cependant la dernière sur un circuit français — de Bugatti dans une course automobile en France.

## Palmarès
| Année     | Vainqueur             | Voiture       | Circuit          | Résultats |
| --------- | --------------------- | ------------- | ---------------- | --------- |
| 1939      | Jean-Pierre Wimille   | Bugatti       | Linas-Montlhéry  | Résultats |
| 1940–1944 | Non couru             | Non couru     | Non couru        | Non couru |
| 1945      | Jean-Pierre Wimille   | Bugatti       | Bois de Boulogne | Résultats |
| 1946      | Jean-Pierre Wimille   | Alfa Romeo    | Bois de Boulogne | Résultats |
| 1947      | Jean-Pierre Wimille   | Simca-Gordini | Bois de Boulogne | Résultats |
| 1948      | Yves Giraud Cabantous | Talbot        | Linas-Montlhéry  | Résultats |
| 1949      | Philippe Étancelin    | Talbot-Lago   | Linas-Montlhéry  | Résultats |
| 1950      | Georges Grignard      | Talbot-Lago   | Linas-Montlhéry  | Résultats |
| 1951      | Giuseppe Farina       | Maserati      | Bois de Boulogne | Résultats |
| 1952      | Piero Taruffi         | Ferrari       | Linas-Montlhéry  | Résultats |

## À noter
- Ultérieurement, plusieurs épreuves de Grand Tourisme avec la dénomination « GP de Paris » se sont encore déroulées à Linas-Montlhéry organisées par l'AGACI, en 1967 (vainqueur Robert Buchet sur Porsche 906)[3], 1968 (vainqueur le belge Alain Dex sur Lotus Elan)[4] et 1969 (vainqueur Joakim Bonnier sur Lola T70 Mk.3B GT)[5], mais également en Sport-prototypes, en 1968 (vainqueur Johnny Servoz-Gavin sur Matra M630)[6] et 1974[7].

## Crédit d'auteurs
- (sl) Cet article est partiellement ou en totalité issu de l’article de Wikipédia en slovène intitulé « Velika nagrada Pariza » (voir la liste des auteurs).